# Harga
Harga es una película del año 2010.

## Sinopsis
Hichem soñaba con “harga” desde pequeño. Un día se lanzó al mar hacia Europa, intentó hacer el gran viaje prohibido en una barca precaria con otros 27 tunecinos, entre los que estaban algunos amigos suyos. Hichem es el único que ha regresado. Otros tunecinos cuentan por qué quieren dejar su país: la pobreza, el paro, un futuro sin esperanza, por encontrarse en un callejón sin salida. Están dispuestos a cualquier cosa para mejorar, incluso a arriesgar su vida.

## Premios
- Quintessence, Ouidah, 2011